# Barentsovo morje
Barentsovo morje (norveško Barentshavet, rusko Баренцево море - Barencevo more) je morje v Arktičnem oceanu, ki se nahaja severno od Norveške in Rusije. V srednjem veku je bilo znano kot Murmansko morje, kasneje pa je dobilo ime po nizozemske arktičnem raziskovalcu Willemu Barentsu. Morje je globoko od 230 m pa do 1.480 m, geografsko pa ga na zahodu omejuje Norveško morje, na severu Spitsberško otočje in Zemlja Franca Jožefa na vzhodu Nova Zemlja na jugu pa kontinent Evrazije. Ker so na morskem dnu nahajajo ogromne količine fosilnih goriv so njegove vode že več desetletij jabolko spora med Norveško in Rusijo.

## Geografija
Barentsovo morje eno izmed petih morij, ki spadajo pod Arktični ocean. Geografsko je omejeno z Norveškim morjem na zahodu, Spitsbergi in Zemljo Franca Jožefa na severu, Novo Zemljo na vzhodu in celinsko Evrazijo na jugu (izključeno je Belo morje, ki je njegov močno razćkenjen zaliv in se globoko zajeda v celino med polotokoma Kola in Kanin ter ločuje Skandinavski polotok od Evrazije). Globoko je med 230m in 1.480 m njegova površina pa znaša okoli 1.405.000 km².
Zaradi toplega zalivskega toka, ki prihaja iz Mehiškega zaliva polovica morja nikoli ne zamrzne. Tako so pristanišča kot sta npr. ruski Murmansk in norveški Vardø odprta skozi vse leto. Pred drugo svetovno vojno je morje v zimskih mesecih poledenelo vse do Medvedjega otoka, zaradi globalnega segrevanja pa v zadnjih desetletjih morje poledeni le še v okolici Spitsberških otokov ter severno in vzhodno od njih.
V Barentsovem morju se mešajo trije tipi vode. Topla slana voda iz Atlantika (temperatura >3 °C, slanost >35), mrzla voda iz Arktike (temperatura <0 °C, slanost <35) in topla obalna voda (temperatura >3 °C, slanost <34,7). Z mešanjem atlantskih in arktičnih vod nastane t.i. polarna fronta, ki je zaradi vpliva morskega dna na zahodnem delu morja stabilna na vzhodu, v bližini Nove Zemlje, pa se njen učinek izgubi kar je moč videti v spremenjenem morskem podnebju.

## Zgodovina
Barentsovo morje se je sprva imenovalo Murmansko morje (po mestu Murmansk), njegovo ime se je prvič pojavilo na zemljevidih iz 16. stoletja. Najbolj vzhodni del morja pa se je imenoval Pečorsko morje po reki Pečora, ki se izliva vanj. Morje se je kasneje poimenovalo v Barentsovo morje v čast nizozemskemu arktičnemu raziskovalcu Willemu Barentsu, ki ga je med svojimi tremi odpravami, med letoma 1594 in 1597, večkrat prekrižaril. V tridesetih letih dvajsetega stoletja so ruski morski geologi izdelali podroben zemljevid morskega dna.
Najbolj pa je morje zaslovelo med drugo svetovno vojno, ko so preko njega pluli zavezniški arktični konvoji namenjeni v Sovjetsko zvezo. Decembra 1942 je v morju nedaleč od Severnega rta prišlo do odločilnega spopada med nemško in britansko floto, ki se je končal z britansko zmago. Naslednje leto je prišlo do podobne bitke, ki se je ponovno končala z britansko zmago. Nemce so izgube tako pretresla, da so iz norveških vod umaknili vse težke križarke, konvoje pa prepustili podmornicam in letalom. V času hladne vojne je bilo morje prizorišče merjen moči med vzhodnim in zahodnim blokom saj je bil v Murmansku sedež sovjetske Severne flote, morje pa so Sovjeti uporabljali tudi kot poligon za testiranje podmorniških balističnih raket in odlagališče odsluženih jedrskih reaktorjev.
V sedemdesetih letih dvajsetega stoletja so v vodah Barentsovega morja našli ogromne količine fosilnih goriv, ki so jih začeli izkoriščati tako Rusi kot Norvežani. Ker pa meja na morju med državama ni bila točno določena je prišlo do spora, ki se je vlekel več desetletij. Spor je bil v korist obeh strani dokončno zglajen 27. aprila 2010.